# Gui nu chuan
Gui nu chuan (chiń. 鬼怒川) – hongkoński przygodowy film fantasy akcji z 1971 roku w reżyserii Huang Fenga.
Film zarobił 349 350 dolarów hongkońskich w Hongkongu.

## Obsada
Źródło: Filmweb

- Sammo Hung
- Angela Mao – Lan Feng
- Ying Bai
- Shao-hung Chan
- Yi-fei Chang
- Shih Wei Chen
- Nan Chiang
- Kuan Chin
- Feng Yi
- Ying-Chieh Han
- Chi Hsieh
- Yuen Kao
- Ka Ting Lee
- Yun Wu Li
- Raymond Lui
- Mao Shan
- Ming-tsai Wu
- Ho Yam
- Fung Yue
- Jackie Chan (niewymieniony w czołówce)